# Vlag van Nijefurd

Vlag van de gemeente Nijefurd (1984-2011)

De vlag van Nijefurd is op 17 januari 1984 bij raadsbesluit vastgesteld als de gemeentelijke vlag van de Friese gemeente Nijefurd. De vlag wordt als volgt beschreven:
De broeking van drie banen, groen, blauw en zwart, elke baan beladen met een gele muurkroon van drie bastions en rood gevoerd; de vlucht van twee banen, geel en rood.
Nijefurd is in 1984 gevormd door de fusie van een groot deel van de voormalige gemeente Hemelumer Oldeferd met de gemeentelijke steden Workum, Hindeloopen en Stavoren. De vlag heeft de kleuren van het gemeentewapen. De kleuren van de drie banen in de broeking zijn afkomstig uit het wapen van Hemelumer Oldeferd en staan symbool voor de weilanden (groen), meren (blauw) en het turfland (zwart) in het gebied. De muurkronen staan voor de drie steden. De kleuren van het uitwaaiend deel van de vlag zijn ontleend aan die van het wapen van Stavoren.
Op 1 januari 2011 is Nijefurd opgegaan in de nieuwe gemeente Súdwest-Fryslân. De gemeentevlag van Nijefurd is hierdoor komen te vervallen.

## Verwante afbeeldingen

Het wapen van Nijefurd
Het wapen van Stavoren
Het wapen van Hemelumer Oldeferd (tot 1956 Grietenij Hemelumer Oldephaert en Noordwolde genaamd) (1817)
Het wapen van Hemelumer Oldeferd (1964)

Aengwirden 
· Baarderadeel 
· Barradeel 
· het Bildt 
· Bolsward 
· Boornsterhem 
· Dokkum 
· Dongeradeel 
· Doniawerstal 
· Ferwerderadeel 
· Franeker 
· Franekeradeel 
· Gaasterland 
· Gaasterland-Sloten 
· Haskerland 
· Hemelumer Oldeferd 
· Hennaarderadeel 
· Hindeloopen 
· Idaarderadeel 
· IJlst 
· Kollumerland en Nieuwkruisland 
· Leeuwarderadeel 
· Lemsterland 
· Littenseradeel 
· Menaldumadeel 
· Nijefurd 
· Oostdongeradeel 
· Rauwerderhem 
· Schoterland 
· Skarsterlân 
· Sloten 
· Sneek 
· Stavoren 
· Terschelling en Vlieland 
· Utingeradeel 
· Westdongeradeel 
· Wonseradeel 
· Workum 
· Wymbritseradeel